# Форест-Сіті (Айова)
Форест-Сіті (англ. Forest City) — місто (англ. city) в США, в округах Віннебаго і Генкок штату Айова. Населення — 4285 осіб (2020).

## Географія
Форест-Сіті розташований за координатами 43°15′25″ пн. ш. 93°38′11″ зх. д. / 43.25694° пн. ш. 93.63639° зх. д. (43.256967, -93.636411).  За даними Бюро перепису населення США в 2010 році місто мало площу 12,02 км², уся площа — суходіл.

## Демографія
Згідно з переписом 2010 року, у місті мешкала 4151 особа в 1686 домогосподарствах у складі 1008 родин. Густота населення становила 345 осіб/км².  Було 1909 помешкань (159/км²).
Расовий склад населення:
| - 94,9 % — білих - 1,5 % — чорних або афроамериканців - 1,3 % — азіатів - 0,2 % — корінних американців |

До двох чи більше рас належало 1,5 %. Частка іспаномовних становила 3,0 % від усіх жителів.
За віковим діапазоном населення розподілялося таким чином: 20,5 % — особи молодші 18 років, 63,0 % — особи у віці 18—64 років, 16,5 % — особи у віці 65 років та старші. Медіана віку мешканця становила 38,6 року. На 100 осіб жіночої статі у місті припадало 96,3 чоловіків;  на 100 жінок у віці від 18 років та старших — 94,3 чоловіків також старших 18 років.
Середній дохід на одне домашнє господарство  становив 57 431 долар США (медіана — 46 146), а середній дохід на одну сім'ю — 79 372 долари (медіана — 59 637). Медіана доходів становила 38 947 доларів для чоловіків та 29 160 доларів для жінок. За межею бідності перебувало 8,9 % осіб, у тому числі 9,3 % дітей у віці до 18 років та 6,9 % осіб у віці 65 років та старших.
Цивільне працевлаштоване населення становило 2114 особи. Основні галузі зайнятості: виробництво — 35,0 %, освіта, охорона здоров'я та соціальна допомога — 22,6 %, мистецтво, розваги та відпочинок — 12,8 %, роздрібна торгівля — 8,2 %.